# Te falta veneno
«Te falta veneno» es una canción interpretada por la cantante española Edurne, escrita por Myriam Domínguez, Jeansy Auz y 5Notas para ser el tema principal de la serie de Telecinco Yo soy Bea.
Fue incluida en una reedición del álbum Edurne y lanzada como tercer sencillo del mismo.

## Composición
Compuesta por Myriam Domínguez, Jeansy Auz y 5Notas, es el tema principal de la serie de Telecinco Yo soy Bea. La letra de la canción alude al personaje de Bea, una joven tímida e insegura que a lo largo de la serie experimenta una gran transformación física. La canción habla de la valentía que le falta a Bea para afrontar las situaciones difíciles de su vida.

## Vídeo musical
El vídeo de esta canción es la grabación de un concierto de Edurne.